# Erosión (morfología)

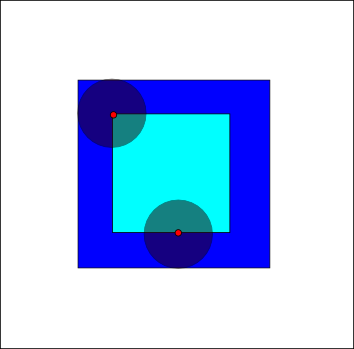
La erosión del cuadrado de color azul oscuro por un disco, lo que resulta en el cuadrado de color azul claro.

La erosión es una de las dos operaciones fundamentales (la otra es la dilatación) en el procesamiento de imágenes morfológico en las que se basan todas las otras operaciones morfológicas. Fue definida originalmente para imágenes binarias, más tarde se extendió a imágenes en escala de grises y posteriormente a retículos completos.

## Erosión binaria
En morfología binaria, una imagen es vista como un subconjunto de un espacio euclídeo {\displaystyle \mathbb {R} ^{d}} o de la cuadrícula entera {\displaystyle \mathbb {Z} ^{d}}, para alguna dimensión d.
La idea básica en la morfología binaria es probar una imagen con una forma predefinida simple sacando conclusiones sobre cómo esta forma encaja o no las formas en la imagen. Esta simple "sonda" se llama elemento estructurante, y es en sí misma una imagen binaria (es decir, un subconjunto del espacio o de la cuadrícula).
Sea E un espacio euclidiano o una cuadrícula entera y A una imagen binaria en E.
La erosión de la imagen binaria A por el elemento estructurante B está definida por:
{\displaystyle A\ominus B=\{z\in E|B_{z}\subseteq A\}},
donde Bz es la traslación de B por el vector z, esto es, {\displaystyle B_{z}=\{b+z|b\in B\}}, {\displaystyle \forall z\in E}.
Cuando el elemento estructurante B tiene un centro (por ejemplo, B es un disco o un cuadrado) y este centro se encuentra en el origen de E, entonces la erosión de A por B se puede entender como el lugar geométrico de los puntos alcanzados por el centro de B cuando B se mueve dentro de A. Por ejemplo, la erosión de un cuadrado de lado 10, centrado en el origen, por un disco de radio 2, también centrado en el origen, es un cuadrado de lado 6 centrado en el origen.
La erosión de A por B también está dada por la expresión: {\displaystyle A\ominus B=\bigcap _{b\in B}A_{-b}}.

### Primer ejemplo
Suponga que A es una matriz 13 * 13 y que B es una matriz 5 * 1:
```
    0 0 0 0 0 0 0 0 0 0 0 0 0
    0 0 0 0 0 0 0 0 0 0 0 0 0
    0 0 0 0 0 0 0 0 0 0 0 0 0
    0 0 0 0 0 0 0 0 0 0 0 0 0
    0 0 0 1 1 1 1 1 1 1 0 0 0            1
    0 0 0 1 1 1 1 1 1 1 0 0 0            1
    0 0 0 1 1 1 1 1 1 1 0 0 0            
1

    0 0 0 1 1 1 1 1 1 1 0 0 0            1
    0 0 0 1 1 1 1 1 1 1 0 0 0            1
    0 0 0 0 0 0 0 0 0 0 0 0 0
    0 0 0 0 0 0 0 0 0 0 0 0 0
    0 0 0 0 0 0 0 0 0 0 0 0 0
    0 0 0 0 0 0 0 0 0 0 0 0 0
```

Asumiendo que el origen de B se encuentra en su centro, para cada píxel en A superponer el origen de B, si B está completamente contenido por A, el píxel es retenido, en caso contrario es eliminado.
La erosión de A por B está dada por
```
    0 0 0 0 0 0 0 0 0 0 0 0 0
    0 0 0 0 0 0 0 0 0 0 0 0 0
    0 0 0 0 0 0 0 0 0 0 0 0 0
    0 0 0 0 0 0 0 0 0 0 0 0 0
    0 0 0 0 0 0 0 0 0 0 0 0 0
    0 0 0 0 0 0 0 0 0 0 0 0 0
    0 0 0 1 1 1 1 1 1 1 0 0 0
    0 0 0 0 0 0 0 0 0 0 0 0 0
    0 0 0 0 0 0 0 0 0 0 0 0 0
    0 0 0 0 0 0 0 0 0 0 0 0 0
    0 0 0 0 0 0 0 0 0 0 0 0 0
    0 0 0 0 0 0 0 0 0 0 0 0 0
    0 0 0 0 0 0 0 0 0 0 0 0 0
```

Esto significa que sólo cuando B está completamente contenido dentro de A, los valores de los píxeles se conservan, de lo contrario se eliminan o en otras palabras, se erosionan.

### Segundo ejemplo
Erosión de una imagen con un círculo como elemento estructurante.

### Propiedades
- Es invariante a la traslación.
- Es creciente, es decir, si {\displaystyle A\subseteq C}, entonces {\displaystyle A\ominus B\subseteq C\ominus B}.
- Si el origen de E pertenece al elemento estructurante B, entonces la erosión es anti-extensiva, esto es, {\displaystyle A\ominus B\subseteq A}.
- la erosión satisface {\displaystyle (A\ominus B)\ominus C=A\ominus (B\oplus C)}, donde {\displaystyle \oplus } denota la dilatación morfológica.
- La erosión es distributiva sobre la intersección de conjuntos.